# 中山公園
中山公園（なかやまこうえん、ちゅうざんこうえん）は、日本や中国、台湾、その他の国・地域にあるもの。
1. 中山公園（なかやまこうえん） - 山形県東村山郡中山町に存在する公園。園内に存在する山形県野球場の項目を参照。
2. 中山公園（なかやまこうえん） - 愛知県刈谷市、岐阜県高山市、岡山県倉敷市などに存在する公園の名称。所在地の地名に由来する。
3. 中山公園（ちゅうざんこうえん） - 中国、台湾、その他の国・地域にあるもの。孫文に由来した名称である。本項で詳述する。

中山公園（ちゅうざんこうえん、簡: 中山公园）は近代中国の政治家・孫文を記念して名付けられた公園で、中国、台湾、その他の国・地域にあるもの。孫文の号が中山であり、彼は死後尊敬を込めて「孫中山」と呼ばれているためにこの名称ができている。

## 中山公園の一覧

### 中国
- 北京中山公園 （Beijing Zhongshan Park）
- 上海中山公園
- 武漢中山公園
- 南京中山公園
- 大連中山公園
- 中山記念公園 (香港) （Sun Yat Sen Memorial Park）

### 台湾
- 台北中山公園 （園内に国立国父紀念館がある）
- 台中中山公園
- 宜蘭中山公園 （宜蘭市）

### カナダ
- 中山庭園 （バンクーバー市）